# 와타나베 야스히로
와타나베 야스히로(일본어: 渡辺 泰広, 1992년 10월 4일 ~ )는 일본의 축구 선수이다.

## 구단 경력
J리그의 알비렉스 니가타, 도쿠시마 보르티스 블라우블리츠 아키타에서 활동했다.

## 국가대표팀 경력
그는 2009년 FIFA U-17 월드컵에 참가할 일본 U-17 국가대표팀에 발탁되었으며, 1경기에 출전했다.